# Мітридатит
Мітридатит (англ. mitridatite) — мінерал класу фосфатів, арсенатів та ванадатів, група міндратиту.

## Загальний опис
Хімічна формула: Ca2Fe3+3O2(PO4)3∙3H2O. Склад (%): Ca — 12,63; Fe — 26,40; P — 14,64; H — 0,95; O — 45,38. Кристали тонковолокнисті або пластинчасті. Зустрічаються у вигляді конкрецій, жовен, кірок, порошкоподібних нальотів, землистих мас. Сингонія моноклінна. Твердість 2,5. Густина 3,25. Колір жовто-червоний, коричневий, зеленувато-жовтий, коричнево-зелений. Риса блідо-зелена. Блиск матовий, жирний. Напівпрозорий. Спайність досить досконала. Крихкий. Генезис осадовий, гідротермальний. Осадовий мітридатит утворюється в оолітових залізних рудах в асоціації з вівіанітом та анапаїтом, гідротермальний — як пізній мінерал у пегматитах та кварцових жилах.
Основні знахідки: Комиш-Бурунський залізорудний комбінат (м. Керч, п-ів Крим), Таманський п-ів, Кольський п-ів (Росія), шахта «Палермо № 1» (Нью-Гемпшир, США), глиняний кар'єр Гансес (Gunheath) (Корнуолл, Велика Британія), Манґуальський пегматит (Мешкітела), Бендадський пегматит (Ґуарда) в Португалії. Назва за місцем першої знахідки г. Мітридат (м. Керч, п-ів Крим).